# یواس‌اس بالچ (دی‌دی-۵۰)
یواس‌اس بالچ (دی‌دی-۵۰) (به انگلیسی: USS Balch (DD-50)) یک کشتی است که طول آن ۳۰۵ فوت ۳ اینچ (۹۳٫۰۴ متر) می‌باشد. این کشتی در سال ۱۹۱۲ ساخته شد.